# Шахназаров, Николай Самсонович
Николай Самсонович Шахназаров (арм. Նիկոլայ Սամսոնի Շահնազարով; 19 декабря 1908, с. Сабунчи, Бакинский уезд, Бакинская губерния, Российская империя — ?) — советский партийный и государственный деятель. 1-й секретарь Нагорно-Карабахского областного комитета КП Азербайджана (1958—1962), депутат Верховного Совета СССР VI созыва.

## Биография
Член ВКП(б) с 1939 года.

### Образование
В 1932 году окончил Азербайджанский сельскохозяйственный институт.

### Трудовая деятельность
- 1932 — агроном, главный агроном районного отдела сельского хозяйства, директор машинно-тракторной станции
- 1946—1947 — 2-й секретарь Ленкоранского районного комитета КП(б) Азербайджана
- 1947—1954 — межрайонный государственный инспектор по определению урожайности при СМ Азербайджанской ССР по Кировабадскому пункту
- 1954—1958 — 1-й заместитель председателя СМ Нахичеванской АССР
- 12.1958 — 10.1962 — 1-й секретарь Областного комитета КП Азербайджана Нагорно-Карабахской автономной области
- с 1962 — в СМ Азербайджанской ССР (на 1977 год — заместитель управляющего делами Совета Министров Азербайджанской ССР).

18.02.1960 — член ЦК КП Азербайджана.
Депутат Верховного Совета СССР 6-го созыва.